# Atropa pallidiflora
Atropa pallidiflora là loài thực vật có hoa trong họ Cà. Loài này được Schönb.-Tem. mô tả khoa học đầu tiên năm 1972.